# Deltochilum orbiculare
Deltochilum orbiculare es una especie de escarabajo del género Deltochilum, tribu Deltochilini, familia Scarabaeidae. Fue descrita científicamente por Lansberge en 1874.
Habita en bosques siempreverdes a altitudes que van desde los 200 hasta 1100 metros sobre el nivel del mar.

## Distribución
Se distribuye por Bolivia, Brasil, Colombia, Ecuador, Surinam y Perú.